# 1,3,3-trinitroazetidina
 
A 1,3,3-trinitroazetidina ( TNAZ ) é um composto heterocíclico altamente energético que tem sido considerado um potencial substituto para o TNT devido ao seu baixo ponto de fusão (101 °C) e boa estabilidade térmica (até 240 ºC). O TNAZ foi sintetizado pela primeira vez por Archibald et al. em 1990. Várias rotas de síntese são conhecidas, e a produção em massa de vários lotes de centenas de quilos foi demonstrada no Laboratório Nacional de Los Alamos.

## Propriedades
O composto cristaliza em uma rede ortorrômbica com o grupo espacial Pbca . A termólise ocorre a partir de cerca de 240 ° C - 250 °C com produtos de decomposição que incluem dióxido de nitrogênio, óxido nítrico, ácido nitroso, dióxido de carbono e formaldeído . Tem um calor de decomposição de 6343 kJ/kg e uma pressão de detonação de 36,4 GPa.